# Phùng Khánh Diệp
Fung Hing Wa (tiếng Trung: 馮慶燁, sinh ngày 12 tháng 12 năm 1992 ở Hồng Kông) là một cầu thủ bóng đá Hồng Kông hiện tại thi đấu ở vị trí trung vệ cho câu lạc bộ tại Giải bóng đá ngoại hạng Hồng Kông Tai Po.

## Sự nghiệp câu lạc bộ
Năm 2005, Fung trải qua dự án đến tập luyện tại Newcastle United. Năm 2008, Fung ký hợp đồng với câu lạc bộ tại Hồng Kông Third Division League Sham Shui Po. Năm 2012, Fung ký hợp đồng với câu lạc bộ tại Giải bóng đá hạng nhất quốc gia Hồng Kông Yokohama FC Hồng Kông. Năm 2015, Fung ký hợp đồng với câu lạc bộ tại Giải bóng đá ngoại hạng Hồng Kông Hong Kong Pegasus.